# Carmen (Cebú)
Carmen es un municipio filipino de tercera clase, perteneciente a la provincia de Cebú, en las Bisayas Centrales.

## Historia
Hacia mediados del siglo XIX, el lugar dependía del pueblo de Catmon. Aparece descrito en el primer volumen del Diccionario geográfico, estadístico, histórico de las Islas Filipinas (1850) de Manuel Buzeta Núñez y Felipe Bravo con las siguientes palabras:

CARMEN: visita ó anejo dependiente en lo civil y ecl. del pueblo de Catmon, en la isla, prov. y dióc. de Cebú. pobl., prod. y trib. con la matriz, de la cual dist. como unas 3 leg.
(Buzeta y Bravo, 1850, p. 521)

En 2020, tenía censados 57 897 habitantes.